# 胡廣 (明朝)
胡廣（1369年—1418年），一名靖，字光大，号晃菴，江西等處行中書省吉安路吉水州（今江西省吉水縣）人。建文二年庚辰科状元，文淵閣大學士。明朝政治人物、内阁首辅。諡文穆。

## 生平
建文元年（1399年），胡廣中式江西鄉試第二名舉人，同鄉王艮為解元。建文二年（1400年），胡廣與王艮同赴金陵春闈，殿試後，試官議定王艮奪魁，但因王艮其貌不揚，被建文帝黜為第二名（榜眼）。当时正值靖难之役，胡廣的文章中有“親藩陸梁，人心搖動”语，因此被建文帝欽點为庚辰科第一甲第一名進士（状元），并赐名靖，授翰林院修撰。
燕王朱棣攻入應天府時，王艮、胡靖、解缙、吳溥四人聚會，胡、解各有慷慨陳詞，獨王艮哭泣不言；吳溥之子吳與弼以為胡靖會身殉建文帝，但吳溥認為只有王艮會殉死，他的話還沒講完，卻聽到胡靖大聲對家人喊叫：「外面很喧鬧，小心看好豬啊。」吳溥說：「連一隻豬都捨不得，難道捨得生命嗎？」不久，王艮自殺，胡靖、解缙迎附朱棣。
胡靖升为侍講，改侍讀，恢复原名廣。之后再升右春坊右庶子，进入内阁。永乐五年，晋升翰林學士，兼左春坊大學士。此后明成祖北征，其与楊榮、金幼孜跟从，每次召入帳殿时，有时会谈至深夜。其善于书法，每次勒石刻碑时，均命胡广书写。永乐十二年，他再次跟随朱棣北征，当时皇孙朱瞻基亦跟随，朱棣命他与楊榮、金幼孜在军中给朱瞻基讲经學史學。永乐十四年，进入文淵閣大學士。当时朱棣做法会祈福，胡广献上《聖孝瑞應頌》，朱棣作佛曲命宫中歌舞和之。而禮部郎中周訥請封禪，胡广进言劝阻，于是朱棣下令禁止。胡广并呈上《卻封禪頌》，得到朱棣的喜爱。
明成祖曾在筵席時，提到解縉與胡廣是同鄉、同學兼同事，關係很密切，要求胡广把未出世的女兒嫁給解縉之子解禎亮。但解縉死後解禎亮被流放到遼東，胡廣就想解除婚約，女兒大怒，割耳朵發誓道：「薄命的我這婚事，是皇上主婚的，是父親大人當面答應的。毀約的話我只有死，也沒有第二條路可以走了。」等到解家被赦免，其女仍舊歸嫁解禎亮。
胡广做事縝密，在皇帝面前所听的言行内容，其出来后不予告人。其做事也颇为持大体。其赴母丧归朝后，皇帝问其百姓安居之事。其对答道：“百姓生活安居，但是郡县官吏仍然穷治建文年间奸党之事，其所牵连的亲属分支太广，以至百姓为之疾苦。”朱棣随后采纳其言。
永乐十六年（1418年）去世。赠禮部尚書，諡文穆。明朝文臣得諡號，自胡廣始。当时还丧经过南京，太子朱高炽为其致祭。次年，授其子胡穜为翰林檢討。明仁宗即位后，加赠胡广为太子少师。南明弘光帝奪諡。

## 著作
胡廣留世著作有《胡文穆雜著》等。

### 出处
1. ↑  《明史》（卷147）：時方討燕，廣對策有「親籓陸梁，人心搖動」語，帝親擢廣第一，賜名靖，授翰林修撰。
2. ↑  《明史》（卷143）：“燕兵薄京城，艮與妻子訣曰：「食人之祿者，死人之事。吾不可復生矣。」解縉、吳溥與艮、靖比舍居。城陷前一夕，皆集溥舍。縉陳說大義，靖亦奮激慷慨，艮獨流涕不言。三人去，溥子與弼尚幼，嘆曰：「胡叔能死，是大佳事。」溥曰：「不然，獨王叔死耳。」語未畢，隔墻聞靖呼：「外喧甚，謹視豚。」溥顧與弼曰：「一豚尚不能舍，肯舍生乎？」須臾艮舍哭，飲鴆死矣。縉馳謁，成祖甚喜。明日薦靖，召至，叩頭謝。貫亦迎附。”
3. ↑  《明史》（卷147）：“成祖即位，廣偕解縉迎附。擢侍講，改侍讀，複名廣。遷右春坊右庶子。永樂五年，進翰林學士，兼左春坊大學士。帝北征，與楊榮、金幼孜從。數召對帳殿，或至夜分。過山川厄塞，立馬議論，行或稍後，輒遣騎四齣求索。嘗失道，脫衣乘驏馬渡河，水沒馬及腰以上，帝顧勞良苦。廣善書，每勒石，皆命書之。十二年再北征，皇長孫從，命廣與榮、幼孜軍中講經史。”
4. ↑  《明史》（卷147）：“十四年，進文淵閣大學士，兼職如故。帝征烏思藏僧作法會，為高帝、高後薦福，言見諸祥異。廣乃獻《聖孝瑞應頌》，帝綴為佛曲，令宮中歌舞之。禮部郎中周訥請封禪，廣言其不可，遂不許。廣上《卻封禪頌》，帝益親愛之。”
5. ↑  《明史》（卷147）：“縉初與胡廣同侍成祖宴。帝曰：「爾二人生同里，長同學，仕同官。縉有子，廣可以女妻之。」廣頓首曰：「臣妻方娠，未卜男女。」帝笑曰：「定女矣。」已而果生女，遂約婚。縉敗，子禎亮徙遼東，廣欲離婚。女截耳誓曰：「薄命之婚，皇上主之，大人面承之，有死無二。」及赦還，卒歸禎亮。”
6. ↑  《明史》（卷147）：“廣性縝密。帝前所言及所治職務，出未嘗告人。時人以方漢胡廣。然頗能持大體。奔母喪還朝，帝問百姓安否。對曰：「安，但郡縣窮治建文時奸黨，株及支親，為民厲。」帝納其言。十六年五月卒，年四十九。贈禮部尚書，諡文穆。文臣得諡，自廣始。”
7. ↑  《明史》（卷147）：“喪還，過南京，太子為致祭。明年，官其子穜翰林檢討。仁宗立，加贈廣少師。”
8. ↑  《弘光實錄鈔》（卷2）：“奪靖難大學士胡廣諡。”
9. ↑  《雙槐歲鈔·卷二》：姓名相同：庚辰廷試，王艮當魁，貌不及胡廣，且廣策斥親藩，上遂擢廣第一，賜名靖。後復舊名，與楊東里善，約致仕後摯舟往來。

### 书目
- 明·黄瑜《雙槐歲鈔》，王岚点校，上海古籍出版社，2005年4月版
- 清·張廷玉等《明史》，中華書局點校本

| 官衔        | 官衔                        | 官衔        |
| ----------- | --------------------------- | ----------- |
| 前任： 解縉 | 明朝內閣首輔 1407年－1418年 | 繼任： 楊榮 |